# Jüdische Gemeinde Blâmont
Eine Jüdische Gemeinde in Blâmont, einer französischen Gemeinde im Département Meurthe-et-Moselle in Lothringen, bestand spätestens seit dem Ende des 18. Jahrhunderts.

## Geschichte
Im Jahr 1808 werden 65 jüdische Bewohner in Blâmont gezählt und 1813 bereits 84. 1844 wurde eine Synagoge in Blâmont gebaut an der Straße nach Frémonville, die während des Zweiten Weltkriegs zerstört wurde.

### Zeit des Nationalsozialismus
Nahezu alle jüdischen Bewohner, die in Blâmont geblieben waren, wurden von den deutschen Besatzern in drei Razzien am 14. Juli 1942, 13. August 1943 und 13. Juli 1944 verhaftet und über die Lager Écrouves und Drancy in das KZ Auschwitz deportiert. Keiner der 39 Menschen überlebte.

## Friedhof
Der jüdische Friedhof befindet sich an der Landstraße nach Harbouey und zeugt von einer einst großen jüdischen Gemeinde.